# CityVision
CityVision war ein privater regionaler Fernsehsender der CityVision GmbH & Co. KG aus Mönchengladbach, der über die Stadt und die umliegende Region berichtete.

## Geschichte
Die Anfänge von CityVision beschränkten sich auf die Veröffentlichung einer monatlich erscheinenden DVD mit Berichten über Ereignisse in der Stadt Mönchengladbach. So beispielsweise der Brand des Zentralbads am 23. Juli 2001. An verschiedenen Abspielstätten im Stadtgebiet liefen diese zusammengestellten Berichte auf Bildschirmterminals, so zum Beispiel am Flughafen.
Erste Gespräche mit der Landesanstalt für Medien Nordrhein-Westfalen (LfM) wurden bereits im Jahr 2006 geführt. Nach der Gründung der GmbH im Jahr 2007 sowie dem Bau des Sendezentrums ging der Sender CityVision am 19. Januar 2009 auf Sendung. Mit einem symbolischen Druck auf den roten Knopf gab Oberbürgermeister Norbert Bude den Startschuss für die erste aktuelle Nachrichtensendung des Senders. Im Fernseh-Studio im Ortsteil Odenkirchen-Güdderath moderierten Geschäftsführer Thomas Manglitz, Redaktionsleiter Stephan Lenzen und Moderatorin Marion Cürlis gemeinsam die Premiere.
CityVision stellte 2019 seinen Sendebetrieb ein.

## Programm
CityVision Aktuell war eine Nachrichtensendung die montags bis freitags auf CityVision gesendet wurde. Inhalte waren Nachrichten für die Region des Sendegebietes Mönchengladbach und Umgebung. Video-Reporter des Stadtfernsehens fragten Bürger der Stadt Mönchengladbach nach ihren Meinungen zu aktuellen Themen. Weiterhin wurden Beiträge zu Veranstaltungen gezeigt. Nach dem Wetter gab es im Anschluss montags Sport Kompakt, dienstags Backstage oder LetsPlay, mittwochs Fohlen TV, donnerstags den Kinotipp und freitags Ausgecheckt.
CityVision – Die Woche wurde samstags und sonntags ausgestrahlt und zeigte die Highlights aus den CityVision Aktuell Ausgaben der vergangenen Woche.
CityVision – Das Jahr wurde in mehreren Folgen Ende Dezember und Anfang Januar gesendet und zeigte die Nachrichten-Highlights aus dem vergangenen Jahr.
Eine Kooperation gab es dabei mit der Rheinischen Post, die 60 Prozent der Anteile an CityVision hielt. Auf der Internetseite des Zeitungsverlages waren so auch ausgewählte Beiträge zu sehen. Ebenfalls wurden Beiträge auf YouTube  und Facebook verbreitet. Über die IPTV-Plattform Telekom Entertain waren über das TV-Archiv die CityVision Aktuell-Sendungen für einen Zeitraum von vier Wochen abrufbar.

## Zuschauerquoten
Mehr als 223.000 Haushalte mit analogem Kabelnetz in Mönchengladbach, im Kreis Viersen, in Erkelenz, Grevenbroich, Korschenbroich und Jüchen empfingen das lokale Fernsehen. Einer im Jahr 2010 erhobenen Studie der Hochschule Niederrhein zufolge sahen sich täglich über 22.000 Zuschauer die CityVision „Aktuell“ (ohne die Region Krefeld). Zur 1000. Sendung des Magazins „Aktuell“ am 27. Februar 2013 wurde die Studie erneut durchgeführt, wonach durchschnittlich 52.000 Menschen das Programm des Lokalsenders einschalteten. 87 Prozent der Bevölkerung war der Name CityVision ein Begriff.

## Empfang
Der Sender war in den Unitymedia Kabelnetzen der Städte Mönchengladbach, Erkelenz mit Wegberg, Krefeld, Grevenbroich mit Jüchen, Rommerskirchen und des gesamten Kreis Viersen empfangbar.

### Empfangsfrequenzen

#### Kabelfernsehen (analog)
Der Kabelnetzbetreiber Unitymedia verbreitete den Sender anfangs analog auf dem Kanal S04, aber stellte im Juni 2017 die Verbreitung des analogen Fernsehens ein. Seither konnten keine analogen Fernsehsender in NRW mehr empfangen werden.

#### DVB-C
Ende Juni bzw. Anfang Juli 2019 wurde auf dem digitalen Sendeplatz zunächst eine Infotafel gesendet, die darüber informierte das der Sender aus technischen Gründen derzeit nicht empfangen werden könne. Seit Mitte Juli 2019 informiert dort nun eine Tafel darüber, dass der Sender seine Verbreitung auf eigenen Wunsch eingestellt habe.

#### Internet
Über die Webseite des Senders war die aktuelle Ausgabe der Nachrichtensendung Aktuell als Stream abrufbar.